# Erika Morini
Erika Morini   (Viena, 5 de gener de 1904 - Mount Sinai Hospital, 1 de novembre de 1995) va ser una violinista austríaca jueva.

## Adolescència i família
Morini va néixer a Viena, i va rebre la seva primera instrucció del seu pare, Oscar Morini (originalment escrit Oser o Ojser, cognom Moritz), que era el director de la seva pròpia escola de música a Viena, i va completar els seus estudis al Conservatori de Viena sota Otakar Ševčík, que també va ser el professor de Jan Kubelík.
La mare de l'Erika era Malka Morini, nata en Weissmann. El seu pare va néixer a Czernowitz, a Bucovina, que llavors formava part de l'Imperi Austrohongarès. Morini tenia sis germans:
- Alice Morini, pianista
- Stella Morini, violinista
- Haydee Morini, ballarina
- Frank Morini, comerciant d'art
- Albert Morini, gerent de concerts d'impresari
- El seu cosí, Louis Morris (originalment Moritz), va ser clarinetista de la banda de John Philip Sousa (1907–21)

## Carrera
Quan va debutar el 1916, amb la Leipzig Gewandhaus i lorquestra Filharmònica de Berlín, sota la direcció d'Arthur Nikisch, els crítics no van tenir en compte la seva joventut, però van parlar de la seva obra igual a la de la més famosa de la generació més jove de violinistes. En el viatge d'Europa a Nova York, Morini i el seu cosí Louis van tocar el violí i el clarinet per als passatgers de primera classe a bord del vaixell i se'ls va donar allotjament de primera classe per la seva popularitat. El seu debut americà als disset anys a Nova York (26 de gener de 1921) va ser una de les sensacions musicals de l'any. Poc després del seu debut a Nova York, se li va presentar el "Guadagnini" violí que havia estat propietat del famós violinista nord-americà Maud Powell, que havia mort el 1920. Al març de 1921, Morini va fer els seus primers enregistraments per a la "Victor Talking Machine Company" de Camden, Nova Jersey, acompanyada al piano per la seva germana, Alice. Va fer la seva primera visita a Londres el 1923. Va residir a Àustria fins al 1938, quan es va traslladar a Nova York i va començar a escriure el seu primer nom Erica. Va continuar fent concerts regularment i va ensenyar al "Mannes College of Music". El 1962, ella i Isaac Stern, Zino Francescatti i Nathan Milsteinva van aparèixer en un concert commemoratiu per al violinista Fritz Kreisler.
Juntament amb el violí Guadagnini, Morini també va tocar el violí Stradivarius "Davidov" de l'any 1727, que rep el nom del violoncel·lista rus Karl Davydov. El pare de Morini l’havia comprat a París el 1924 per 10.000 dòlars.
Harold C. Schonberg, crític musical del "The New York Times", va descriure una vegada a Miss Morini com "probablement la violinista més gran que hagi viscut mai", encara que aquesta noció no li agradava. "Un violinista és violinista", va dir, "i se'm ha de jutjar com un sol, no com a dona música". Va ser com a músic pur i senzill que va obtenir crítiques constantment entusiastes. Després d'un parèntesi de deu anys des del concert de Nova York, va tornar el 1976 per donar un recital final al "Hunter College"; Donal Henahan va escriure a "The Times" que el concert va ser "un dels més satisfactoris musicalment d'aquesta temporada". Després d'aquest concert, es va retirar dels escenaris i, segons sembla, mai més va tocar el violí.
El valuós "Davidov Stradivarius" de Morini (així com pintures, cartes i les seves partitures, amb digitacions i altres notes valuoses) van ser robats del seu apartament de la ciutat de Nova York poc abans de morir, l'octubre de 1995, a l'edat de 91 anys. Havia estat hospitalitzada amb malalties del cor i mai no se li va informar del robatori. L'afer continua sense resoldre's.

## Heretat
Es creu que Morini va ser l’últim artista de gravació que va sobreviure que va realitzar acústics "Red Seal Records" per a la "Victor Talking Machine Company". Quatre mesos després de la seva mort, Erica Morini va ser descrita a la revista "The Strad" com la "dona violinista més encantadora d'aquest segle". Va ser particularment admirada per les seves interpretacions del repertori de concerts, especialment els concerts de Ludwig Spohr, que va ajudar a recuperar la popularitat. També va tocar i va enregistrar els grans concerts de Mozart, Beethoven, Mendelssohn, Brahms i Txaikovski.
Morini va ser guardonada amb nombrosos honors i premis. Va rebre doctorats honoris causa al "Smith College", Massachusetts, el 1955, i al "New England Conservatory of Music", Boston, el 1963. La ciutat de Nova York, on va morir, va honrar els seus èxits de tota la vida amb una medalla d'or el 1976. Tot i el respecte en que va ser tinguda, Morini és avui oblidada.
Una obra teatral sobre Morini, The Morini Strad, de Willy Holtzman, es va estrenar el 2010.